# Muntanitzkamm
Der Muntanitzkamm ist ein Gebirgskamm der Granatspitzgruppe in Osttirol. Höchster Gipfel des Muntanitzkamms sowie auch der Granatspitzgruppe ist der namensgebende Große Muntanitz (3232 m ü. A.).

## Lage
Der Muntanitzkamm verläuft vom Zentrum der Granatspitzgruppe nach Süden. Im Norden trennt die Untere Keeswinkelscharte (2942 m ü. A.) den Muntanitzkamm vom Tauernhauptkamm, der nördlich vom Muntanitzkamm von Nordwesten nach Südosten verläuft. Nordöstlich des Muntanitzkamms liegt zudem der Klockenkogelkamm. Im Süden trennt die Gradötzscharte (2826 m ü. A.) den Muntanitzkamm vom Gradötzkamm. Westlich des Muntanitzkamms trennt der Tauernbach den Muntanitzkamm von der Venedigergruppe (Gschlößkamm bzw. Frosnitzkamm), im Osten bildet der Seebach des Kalser Dorfertals die Grenze zur Glocknergruppe (Glocknerkamm).

## Verlauf
Ausgehend von der Unteren Keeswinkelscharte im Norden verläuft der Nordteil des Muntanitzkamms zunächst über den Keeswinkelturm (2980 m ü. A.) und den Nördlichen (2990 m ü. A.) bzw. Südlichen Keeswinkelkopf (2996 m ü. A.) zur Unteren Keeswinkelscharte (2953 m ü. A.). Danach erreicht der Kammverlauf den Nordgipfel des Kalser Bärenkopfs (3037 m ü. A.), wobei dessen Südwestgrat über die Lendingscharte (2906 m ü. A.) zum Nordgipfel des Schwarzkogels (2866 m ü. A.) sowie dessen Südgipfel verläuft. Im Hauptverlauf erreicht der Muntanitzkamm hingegen zunächst den Hauptgipfel des Kalser Bärenkopfs (3079 m ü. A.) sowie dessen südlichen Vorgipfel (3060 m ü. A.), von dem der Kamm zum Grauen Törl (2891 m ü. A.) abfällt. Danach folgen Knaudl (2936 m ü. A.), das Schnaggentörl (2836 m ü. A.) und die Aderspitze (2990 m ü. A.), dessen Südostgrat über den Kleiner Aderkopf (2733 m ü. A.) zum Spinewitrol (2483 m ü. A.) abfällt. Der Hauptkamm zweigt hingegen nach Südwesten zur Aderscharte (2828 m ü. A.) auf den der Innere (2945 m ü. A.) und der Äußere Knappentröger (3031 m ü. A.) folgen. Nach der Knappenträgerscharte (2974 m ü. A.) folgt der Luckenkogel (3100 m ü. A.), von dem der Nordwestgrat über die Goldredlscharte (2680 m ü. A.) zum Brochetkopf (2662 m ü. A.) verläuft. Der Hauptkamm fällt hingegen nach Süden zur Luckenscharte (2983 m ü. A.) sowie zur Schimmescharte (2912 m ü. A.) um danach zum Grauen Schimme (3053 m ü. A.) anzusteigen.
Der Südteil des Muntanitzkamms ist wesentlich verzweigter als der Nordteil. Vom Grauen Schimme zieht sich der Westgrat über die Grauscharte (2950 m ü. A.) zum Graukogel (2985 m ü. A.) und weiter zur Daxerkogelscharte (2680 m ü. A.) zum Taxerkogel (2629 m ü. A.). Der Südostgrat erreicht hingegen den Großen Muntanitz (3232 m ü. A.). Vom Großen Muntanitz verläuft der Südostgrat zur Palfenscharte (3150 m ü. A.) von der aus sich nach Osten die Loameswand und nach Süden die Muntanitzpalfen (3170 m ü. A.) erstrecken. Zudem zweigen von den Muntanitzpalfen die Muntanitzschneid und im weiteren Gratverlauf nach Süden die Plojwand nach Südosten ab, bevor der Hauptkammverlauf die Gradötzscharte erreicht, die den Muntanitz- vom Gradötzkamm trennt. Der Südwestgrat des Großen Muntanitz erreicht hingegen nach der als „Kampl“ bezeichneten Scharte den Kleinen Muntanitz (3192 m ü. A.) und danach die Wellachköpfe (3037 m ü. A.), von wo aus der Seitengrat nach Westen zur Nussingscharte (2741 m ü. A.) und zum Nussingkogel (2989 m ü. A.) abbiegt. Zudem zweigt vom Gratverlauf zwischen dem Kleinen Muntanitz und den Wellachköpfen nach Osten ein Grat zum Alabalkopf (2981 m ü. A.) und zum Streichknorren (2901 m ü. A.) ab.

## Gletscher
Im Muntanitzkamm liegen mehrere Gletscher. Im äußersten Norden hin zur Granatspitze sind diese westlich des Kalser Bärenkopfs das Prägratkees und östlich das Granatspitzkees. Zwischen Kalser Bärenkopf im Norden und der Aderspitze im Süden erstreckt sich westseitig zudem das schmale Landeggkees. Im Norden des Luckenkogels liegt das Nördliche Loameskees, südlich das Südliche Loameskees, auch Luckenkees genannt. Danach folgt westlich zwischen dem Großen und dem Kleinen Muntanitz das Muntanitzkees, östlich bis zu den Wellachköpfen das Gradötzkees. Der Gletscher westlich zwischen dem Kleinen Muntanitz und den Wellachköpfen wird als Bachtrögerkees bezeichnet.

## Gipfel
| - Aderspitze (2990 m ü. A.) - Alabalkopf (2981 m ü. A.) - Äußerer Knappentröger (3031 m ü. A.) - Brochetkopf (2662 m ü. A.) - Grauer Schimme (3053 m ü. A.) - Graukogel (2985 m ü. A.) - Großer Muntanitz (3232 m ü. A.) - Innerer Knappentröger (2945 m ü. A.) - Kalser Bärenkopf (3079 m ü. A.) - Keeswinkelturm (2980 m ü. A.) - Kleiner Aderkopf (2733 m ü. A.) - Kleiner Muntanitz (3192 m ü. A.) | - Knaudl (2936 m ü. A.) - Luckenkogel (3100 m ü. A.) - Muntanitzpalfen (3170 m ü. A.) - Nördlicher Keeswinkelkopf (2990 m ü. A.) - Nussingkogel (2989 m ü. A.) - Schwarzkogel (2866 m ü. A.) - Spinewitrol (2483 m ü. A.) - Streichknorren (2901 m ü. A.) - Südlicher Keeswinkelkopf (2996 m ü. A.) - Taxerkogel (2629 m ü. A.) - Wellachköpfe (3037 m ü. A.) |